# Charles-François Bailly de Merlieux
Pour les articles homonymes, voir Bailly et Merlieux.
Charles-François Bailly de Merlieux (Charles Bailly), né le 3 mai 1800 à Merlieux (Aisne), et mort le 18 janvier 1862 à Hyères est un libraire, fondateur de journaux d'agriculture et vulgarisateur scientifique.

## Biographie

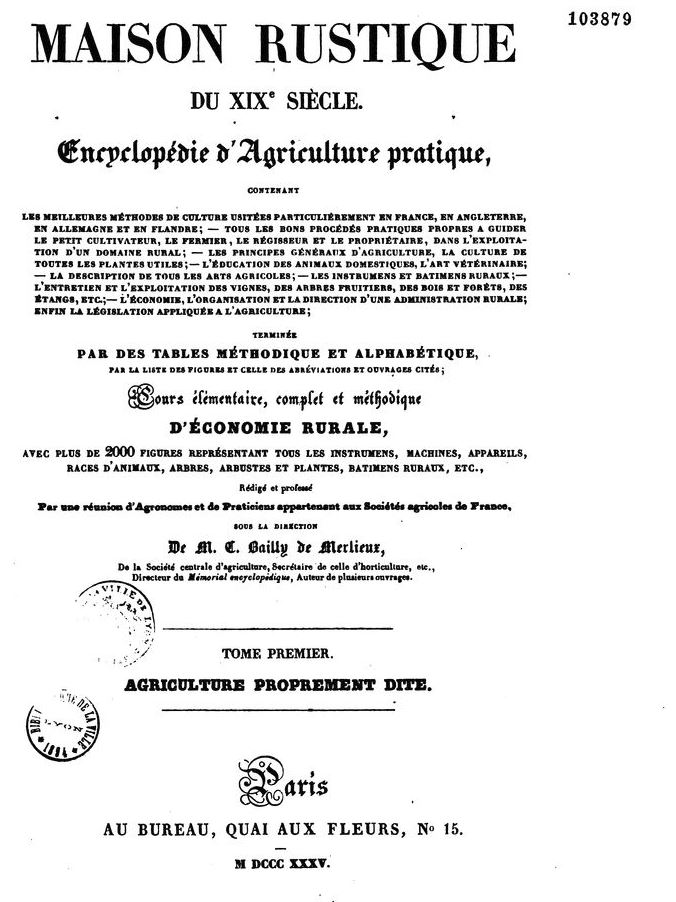

Le père de Charles Bailly est officier de génie dans les armées de la nouvelle République. Charles fait des études de droit et devient avocat. Mais le droit l'attire beaucoup moins que les sciences physiques et naturelles. À 24 ans il publie un manuel du jardinier en deux volumes qui rencontre le succ̠ès et est réédité à plusieurs reprises. Il fait ensuite paraître un manuel de physique, lui aussi rapidement réimprimé. En 1825 il débute la réalisation d'un vaste projet : publier une encyclopédie portative de toutes les connaissances humaines en 300 volumes. Il ne peut conduire à son terme ce projet qu'il interrompt en 1834 et le remplace par l'édition du Mémorial publié jusqu'en 1839. Il en écrit le premier volume l'astronomie. C'est par la Maison rustique du XIXe siècle, un très complet traité de l'agriculture au XIXe siècle (se présentant comme une « encyclopédie pratique »), qu'il rencontre un succès européen. Il dirige lui-même le tome 1 de cette encyclopédie. Ses ouvrages ultérieurs ont également un grand succès : son Almanach de la France , publié en 1833, se vend à plus de 150 000 exemplaires. 
Charles-François Bailly de Merlieux entreprend, en 1837, la publication de journaux agricoles : le Journal d'économie rurale, et l'Encyclopédie d'horticulture. Il publie également des articles dans d'autres journaux : Annales de Fromont, Cultivateur, Journal des Connaissances utiles. En 1854 il fonde une revue mensuelle L'utile et l'agréable dont l'objectif est d'être un journal universel des ménages, en même temps qu'un guide 
pratique et usuel. Il dirige cette revue jusqu'en 1857.
Il s'intéresse aussi à l'enseignement : en 1831 il donne un cours d'agriculture, il contribue à la création de l'École spéciale des sucreries de betterave fondée en 1837, il est membre de commissions d'inspection des établissements d'instruction.
Sa compétence et sa notoriété le conduisent à être membre de nombreuses sociétés savantes. Dès 1827, il est nommé membre correspondant de la Société royale. Il est l'un des fondateurs de la Société royale d'horticulture, dont il rédige pendant plusieurs années ses annales, en devient le secrétaire-général en 1840. Il membre (et président honoraire) de Académie de l'industrie agricole, manufacturière et commerciale, de la Société royale académique des sciences, de la  Société d'économie domestique et industrielle, de la Société des méthodes d'enseignement, de la Société de statistique universelle, de la Société royale d'horticulture de Bruxelles...
Le département de l'Aisne lui doit le dessèchement d'une grande partie de ses marais. 
Bailly de Merlieux reçoit la Légion d'honneur le 1er janvier 1847.
Des ennuis de santé le conduisent à arrêter ses travaux. Il se rend à Hyères pour passer l'hiver mais il meurt le 18 janvier, à 62 ans.
Compte rendu des travaux de la Société du département de l'Indre à Paris Auteur :  Société du Berry (Paris). Auteur du texte Éditeur :  (Paris) Date d'édition :  1861 Type :  texte Type :  publication en série imprimée Langue :  français Format :  Nombre total de vues : 4159 Description :  1861 Description :  1861 (A9)-1862. Description :  Collection numérique : Fonds régional : Centre-Val de Loire Droits :  domaine public Identifiant :  ark:/12148/bpt6k55487414

## Publications
Maison rustique du XIXe siècle ou encyclopédie d'agriculture pratique contenant les meilleures méthodes de culture usitées particulièrement en France, en Angleterre, en Allemagne et en Flandre, terminée par des tables méthodique et alphabétique, par la liste des figures et celle des abréviations et ouvrages cités , Paris, 1835-1844. https://numelyo.bm-lyon.fr/f_view/BML:BML_00GOO0100137001100009252
Manuel de physique : ou Élémens abrégés de cette science, mis à la portée des gens du monde et des étudians ; contenant l'exposé complet et méthodique des propriétés générales des corps solides, liquides et aériformes, ainsi que des phénomènes du son ; suivi de la nouvelle théorie de la lumière dans le système des ondulations, et de celle de l'électricité et du magnétisme réunis , seconde édition, Paris, 1825,  Roret, 356 p.lire en ligne sur Gallica
Traité élémentaire d'astronomie ou connaissance de la nature et des mouvements des corps célestes, 2e édition revue, augmentée et ornée de planches, Paris, 1842 : Mairet et Fournier 
Théorie de la raison humaine, Paris, 1853, Ladrange 
La philosophie de la science , Paris, 1856,  Mallet-Bachelier
Manuel complet théorique et pratique du jardinier, ou L'art de cultiver et de composer toutes sortes de jardins, ouvrage orné de planches, dédié à M. Thouin, première partie : Les jardins potagers et fruitiers ; contenant la description, l'usage, les propriétés des légumes et des arbres à fruits de toute espèce ; précédés de notions générales sur l'organisation des végétaux et l'action des corps sur eux ; suivis d'une table alphabétique ; 
tome 2, les jardins d'agréments, les jardins potagers et fruitiers  Paris, 1832, Roret 
Un mot sur la vie à bon marché, Paris, 1860,  lire en ligne sur Gallica
De l'Incision annulaire, de ses causes, de ses effets et particulièrement de son emploi dans la culture de la vigne, Paris, 1825, ed. l'"Encyclopédie portative" lire en ligne sur Gallica
De la prospérité publique : ses causes et ses effets , Paris, 1861 lire en ligne sur Gallica